# 忍法かげろう斬り
『忍法かげろう斬り』（にんぽうかげろうぎり）は、早乙女貢の小説および、それを原作としたテレビドラマ。

## 小説
1972年から翌年にかけ『週刊サンケイ』に連載された。かつて豊臣秀吉に滅ぼされた筑紫の忍者・不知火衆の残党である鷹とその仲間のくノ一が、高額の報酬でさまざまな人々の依頼を引き受け、事件を解決するさまが描かれる。

### 書誌
- サンケイ新聞社版単行本
  - 忍法かげろう斬り 風の巻（1973年）
  - 忍法かげろう斬り 火の巻（1973年）
  - 忍法かげろう斬り 水の巻（1973年）
- 青樹社版単行本（青樹社Big books）
  - 忍法かげろう斬り 忍びの鷹（1974年）
  - 忍法かげろう斬り くノー地獄（1976年）
  - 忍法かげろう斬り くの一卍（1976年）
  - 忍法かげろう斬り くの一御殿（1976年）
- 徳間文庫
  - 忍法かげろう斬り 1（1991年）
  - 忍法かげろう斬り 2 不知火の忍者（1991年）
  - 忍法かげろう斬り 3 忍びの鷹（1992年）

## テレビドラマ
1972年4月4日から1972年9月26日までフジテレビ系列（関西テレビ制作）で放送されたテレビ時代劇である。毎週火曜日22時からの1時間枠で放送された。全26話。主演の渡哲也は肋膜炎の療養のため第20話で途中降板し、第21話より最終話まで実弟の渡瀬恒彦が代役を務めた。
原作の連載前半にあたる、老中・松平信綱の依頼による、江戸幕府の転覆を狙う謎の組織「闇公方」や風魔一族との戦いがストーリーの主軸となっている。原作小説のエロティックな要素はやや抑えられている。

### 主要キャスト
- 鷹：渡哲也（第1話～第20話）、渡瀬恒彦（第21話～第26話）

主人公。必殺の剣技「かげろう殺法」を振う凄腕の忍者。不知火一族再興の軍資金稼ぎのために松平信綱に金で雇われ、様々な任務に当たる。主従関係ではなく傭兵のような身分であるため幕府への忠誠心はみじんも無く、それどころか公然と幕府のやり口を批判したり納得の行かない任務の依頼には不満をあらわにしたりする。ただ直接の雇い主である信綱との間には個人的な信頼関係が構築されている。基本的にはクールでドライな態度を取っているが、弱い立場にある者には同情を寄せる人情家の一面もある。酒好き。わらべ歌の「ずいずいずっころばし」を口ずさむ癖がある。
竹中数馬の最期を目の当たりにし、紀州に反旗を翻したことで信綱に見切りを付け、百舌鳥とも別れて気ままな一人旅に出るが行く先々で騒動に巻き込まれ、持前の正義感と反骨精神で悪人らに立ち向かっていく。
- 百舌鳥：范文雀（第1話～第6話、第8話～第13話、第17話、第19話、第20話、第24話、第26話）

鷹の仲間のくノ一。明るく前向きな性格。くノ一としての技量は朱鷺よりやや劣る。宗家の娘である朱鷺の事は「朱鷺様」と呼ぶ。忍び装束は黄色い帯が特徴。
- 朱鷺：太地喜和子（第1話～第10話）

鷹の仲間のくノ一。不知火一族の宗家の娘であり一族再興のあかつきには当主となる予定。責任感の強い性格。くノ一としての技量も高い。忍び装束は赤い帯が特徴。
- 薊：野川由美子（第3話、第6話、第9話、第22話）

不知火一族の宿敵である風魔一族のくノ一。鷹たちの命を狙う。一族を滅ぼした徳川幕府を恨んでおり、幕府転覆を目論む怪人物・闇公方に雇われる。鷹を救おうとして根来の夜叉丸の妻のしぶきの放った手裏剣を受け絶命した。
- 松平信綱：高橋悦史（第1話～第13話、第26話）

幕府老中で、鷹たちの直接の雇い主。「知恵伊豆」の異名を取る切れ者。鷹とは個人的な信頼関係があり、失脚の危機を鷹に救ってもらった事もある。
- ナレーター：小池朝雄（第1話～第13話）、酒井哲（第14話～第19話、第21話～第26話）

### サブタイトル・ゲスト
| 話数   | 放送日  | サブタイトル               | 脚本            | 監督     | ゲスト |
| ------ | ------- | -------------------------- | --------------- | -------- | --- |
| 第1話  | 4月4日  | 「俺は幕府のイヌじゃない」 | 高岩肇 宮川一郎 | 工藤栄一 | 千枝：鳥居恵子 寺田主水：川辺久造 雪姫：古城門昌美 浪人：林彰太郎 万願寺住職：山村弘三 矢代：千葉敏郎 加藤忠弘：入江慎也 大村純信：成瀬正孝 寺田の家臣：波多野博 榊浩子 木谷邦臣 古閑達則 藤沢徹夫 山崎刑部：内田朝雄                                                                         |
| 第2話  |         | 「女の園へ潜入せよ」       | 高岩肇          | 大西卓夫 | 春日局：荒木道子 お菊：高毬子 祖心尼：北城真記子 徳川家光：坂口徹 重野：荒木雅子 千代：山田みどり お春：三枝啓子 中村錦司 お里：丸平峰子 老女：稲村理恵 老女：星野美恵子 林三恵 美松艶子 司京子 前川利江子 橋本房枝 東映子 綾姫：高田美和                                                     |
| 第3話  | 4月18日 | 「流し目は殺しの合図」     | 池上金男        | 工藤栄一 | 小尾の方：松本留美 駿河大納言忠長：江守徹 藤崎：阿井美千子 御宿源七：小瀬格 朝倉宏二 警護侍：大木晤郎 中村錦司 疋田泰盛 小山田良樹 成瀬正孝 橋本房枝 土橋勇 北川俊夫 志茂山高也 友金敏雄 |
| 第4話  | 4月25日 | 「くの一の貞操」           | 下飯坂菊馬      | 工藤栄一 | 美里：音無美紀子 岡村九郎右衛門：高品格 服部主膳：高野真二 遠州屋：池田忠夫 阿久里：園千雅子 女郎：女屋実和子 旅籠の番頭：和田昌也 小者：小峰一男 役人：松田利夫 用心棒：岩尾正隆 用心棒：池田謙治 前川良三                                                                                   |
| 第5話  | 5月2日  | 「乳房のある大名」         | 高田宏治        | 工藤栄一 | お咲：武原英子 静の方：木村夏江 服部采女：清水元 今池嘉門：有川正治 善八：石浜祐次郎 和泉：丘路千 織田因幡守：五十嵐義弘 声：中村錦司 星野：笹木俊志 小山田：木谷邦臣 家臣：宇崎尚韶 谷沢：土橋勇 仏師大乗：北川俊夫 矢車右近：八尋洋 母親：富永佳代子 村人：畑中伶一 岡部淡路守：織本順吉    |
| 第6話  | 5月9日  | 「男殺しの女の館」         | 菅孝行          | 倉田準二 | 千姫：村松英子 南部左門：飯沼慧 松坂ノ局：岡嶋艶子 海野小平太：宮城幸生 中村錦司 吉田修理：堀正夫 女中：浅松三紀子 酒井忠朝：笹木俊志 駕籠屋：藤長照夫 駕籠屋：藤本秀夫 森源太郎 前川良三 小峰一男 久田雅臣                                                                                   |
| 第7話  | 5月16日 | 「辻斬り将軍」             | 高岩肇          | 原田隆司 | お楽：大原麗子 徳川家光：河原崎建三 西条京之介：菅貫太郎 甚兵衛：河野秋武 大島：大木晤郎 商人：村居京之輔 西条弥助：矢奈木邦二郎 勘蔵：市川裕二 林：山田良樹 家臣：疋田泰盛 遊女：富永佳代子                                                                                                  |
| 第8話  | 5月23日 | 「姫売り公卿」             | 高岩肇          | 原田隆司 | 堀川孝子：磯野洋子 女衒：汐路章 四郎兵衛：小田部通麿 堀川光胤卿：岩田直二 畠山勘解由：永野達雄 公家の娘：大塚弘子 竜斎：山本一郎 九条の家臣：藤川弘 西小路織房：小田真士 四条中納言：那須伸太朗 浪人：川谷拓三 浪人：池田謙治 浪人：藤本秀夫 板倉：森源太郎 楼主：島田秀雄 九条清貴：川合伸旺 |
| 第9話  | 5月30日 | 「女の始末は楽じゃない」   | 池上金男        | 倉田準二 | 慶光院：佐々木愛 逸見三郎太：楠本健二 喜入摂津：谷口完 池田幸路 朝倉宏二 小島恵子 三浦徳子 中村錦司 園かおる 小笠原正子 星野美恵子 杉本都 |
| 第10話 | 6月6日  | 「男が死ぬとき」           | 下飯坂菊馬      | 工藤栄一 | 扇：藤田弓子 天狗郷右衛門：北村英三 喜八：成瀬正孝 千葉敏郎 不破潤 蓑和田良太 野口貴史 小島恵子 衣麻遼子 井上博嗣 滝譲二 浜伸二 白川浩二郎 星野美恵子 大城泰 奈辺悟 矢野幸男 楓小十郎：露口茂                                                                                                 |
| 第11話 | 6月13日 | 「幻の連発銃」             | 高岩肇          | 工藤栄一 | 静香：城野ゆき 蘭：森秋子 左右田兵庫：宮口二朗 志乃原良子 永田光男 宍戸大全 声：中村錦司 北原将光 静香の父：市川男女之助 役人：関根永二郎 波多野博 老漁師：熊谷武 医者：遠山金次郎 須美屋：野村鬼笑 漁師：前川良三 竹次郎：河原崎長一郎                                                       |
| 第12話 | 6月20日 | 「闇に消えた殿様」         | 森田新          | 田中徳三 | 雪乃：ジュディ･オング 益原豊後：睦五郎 荒伊佐衛門：五味竜太郎 蜂須賀忠久：山口幸生 岡田千代 毛利清二 宮城幸生 小峰一男 大月正太郎 和田昌也 村田玉郎 藤沢徹夫 紅かおる 林三恵 美川玲子 三崎兵部：金子信雄                                                                                      |
| 第13話 |         | 「鷹・危機一髪!」          | 高岩肇          | 倉田準二 | 竹中数馬：石橋正次 三枝右近：伊吹総太朗 お縫：森桃江 甚兵衛：熊谷武 佐々木兵部：西田良 侍：岩尾正隆 徳川頼宣：北村和夫 |
| 第14話 |         | 「ぎやまん地獄の美女」     | 高岩肇          | 田中徳三 | 千代香：山本陽子 仙吉：左とん平 長崎屋伊左衛門：藤岡重慶 榊原外記：木村元 国一太郎 北川俊夫 波多野博 山田良樹 世羅豊 笹木俊志 畑中伶一 菅原俊夫 千崎弥源太：川津祐介 |
| 第15話 |         | 「対決! 鷹対隼」           | 高田宏治        | 田中徳三 | 志摩：珠めぐみ お徳：北城真記子 薄田民部：加賀邦男 長坂益右衛門：有馬昌彦 下山市兵衛：鈴木康弘 池田謙治 松田利夫 八尋洋 森源太郎 椿竜之介 有田剛 霧島隼人：松方弘樹 |
| 第16話 |         | 「生きていた怨霊」         | 高岩肇          | 原田隆司 | お菊：吉沢京子 牢名主：笑福亭仁鶴 お蝶：賀川雪絵 滝川潤 唐沢民賢 有川正治 山村弘三 大木晤郎 有島淳平 宇佐見千絵 笹木俊志 大城泰 波多野博 木谷邦臣 辰/疾風：水原弘 |
| 第17話 |         | 「おんなを捨てた女」       | 宮川一郎        | 原田隆司 | 後藤才次郎：川地民夫 中川久右衛門：加藤嘉 水田源八郎：勝部演之 坂口刑部：村上不二夫 多賀勝 岩尾正隆 古閑達則 福本清三 お光：古城都 |
| 第18話 |         | 「掠奪された姫君」         | 高岩肇          | 工藤栄一 | ふで：岡田可愛 陣内兵馬：久富惟晴 但安：北村英三 上田修理：田口計 魚住勘兵衛：中村錦司 入江慎也 丘夏子 笹木俊志 京町一代 熊谷武 森谷譲 世羅豊 疋田泰盛 小田真士 日高綾子 陣内主馬：佐々木剛                                                                                                   |
| 第19話 |         | 「処女（むすめ）狩り」     | 高岩肇          | 工藤栄一 | お妙：川口晶 阿部希郎 榊浩子 天王寺虎之助 谷口完 近江輝子 島村昌子 平沢彰 村居京之輔 畑中伶一 宮城幸生 市川裕二 志賀勝 藤本秀夫 宇崎尚韶 島田秀雄 川奈良子 森敏光 久田雅臣 伊之吉：山田太郎                                                                                                   |
| 第20話 |         | 「くの一と大盗賊」         | 森田新 高岩肇   | 倉田準二 | 塚田文治郎：江原真二郎 お万：三原葉子 お雪：岩村百合子 朝倉宏二 白川浩二郎 川浪公次郎 那須伸太朗 遠山金次郎 浪花五郎 市川裕二 島田秀雄 藤本秀夫 池田謙治 志茂山高也 笹木俊志 源太：山城新伍                                                                                                   |
| 第21話 |         | 「人肌愛憎剣」             | 芦沢俊郎        | 齋藤武市 | 倉橋京之介：大木実 美奈：八木孝子 巴屋銀右衛門：原健策 大崎武太夫：志摩靖彦 野村鬼笑 福本清二 富永佳代子 丸平峰子 日高綾子 前川良三 峰蘭太郎 壬生新太郎 乾多三郎：田村高廣 |
| 第22話 |         | 「風魔の佳女（おんな）」   | 高岩肇          | 齋藤武市 | しぶき：大塚道子 霞：桜井浩子 坂崎勘解由：三島史郎 楠本健二 桃山みつる 小島恵子 ひろみどり 司京子 笹木俊志 森敏光 柳生十兵衛：近衛十四郎 |
| 第23話 |         | 「復讐の女豹」             | 下飯坂菊馬      | 井沢雅彦 | 今戸弥七：待田京介 琴：佐藤友美 児島内膳：遠藤辰雄 ：池田忠夫 ：伊武正巳 ：汐路章 ：宇崎尚韶 ：古川雅恵 ：林三恵 ：松田利夫 ：準見淳 ：那須伸太朗 ：矢奈木邦ニ郎 ：伊玖野瑛子 ：宮永淳子 ：美川玲子 ：竹井雅文 槇-まき-：水野久美                                                             |
| 第24話 |         | 「忍者狩り始末」           | 飛鳥ひろし      | 倉田準二 | 久保田監物：天津敏 信楽小平太：倉丘伸太郎 縫：高野ひろみ 朽木遠江守：山岡徹也 北町史郎 山村弘三 阿波地大輔 広瀬義宣 松尾悦子 矢奈木邦二朗 笹木俊志 疋田泰盛 大城泰 森源太郎 小笠原正子 服部半蔵：天知茂                                                                                       |
| 第25話 |         | 「旗本奴と素浪人」         | 高田宏治        | 倉田準二 | 万紀：大信田礼子 菅沼伊織：深江章喜 久野四郎 西山恵子 南川直 有川正治 関戸純方 原田君事 鈴木康弘 関根永二郎 五十嵐義弘 山田良樹 宮城幸生 八尋洋 大江光 広瀬登美子 和田倉甚兵衛：丹波哲郎 |
| 第26話 |         | 「鷹はまた飛ぶ!」          | 高岩肇          | 大西卓夫 | 春日局：北城眞記子 与之吉：小林勝彦 風魔左源太：佐藤京一 大村信吾：浜田晃 幕閣：市川男女之助 入江慎也 阿部対馬守：小田眞士 木谷邦臣 笹木俊志 藤本秀雄 和田昌也 山下義明 小夜：加賀まりこ |

### スタッフ
- 企画：翁長孝雄
- プロデューサー：野添泰男（第1話～第2話、第4話～第5話、第7話～第8話、第10話～第26話）、三輪弘（第3話、第6話、第9話）、三村敬三（第1話～第2話、第4話～第8話、第10話～第26話）、松平乗道（第3話、第9話）、杉本直幸（第1話～第13話）、武久芳三（第14話～第26話）、渡辺繁信（第6話）
- 原作：早乙女貢 -週刊サンケイ連載-
- 脚本：高岩肇、宮川一郎、池上金男、下飯坂菊馬、高田宏治、菅孝行、森田新、芦沢俊郎、飛鳥ひろし
- 音楽：渡辺岳夫
- 撮影：わし尾元也（第1話、第4話、第5話）、塚越堅二（第2話、第6話、第9話、第10話、第11話、第14話、第15話、第21話、第22話）、国定玖仁男（第3話、第13話、第18話、第19話）、山岸長樹（第7話、第8話、第12話）、鈴木重平（第16話、第17話、第20話）、森常次（第23話）、赤塚滋（第24話、第25話）、古谷伸（第26話）
- 照明：若木得二（第1話、第3話、第10話、第11話、第14話、第15話、第20話）、和多田弘（第2話）、鈴木靜雄（第4話～第6話、第9話、第12話、第24話、第25話）、北口光三郎（第7話、第8話）、上田輝夫（第13話、第19話、第26話）、井上孝二（第16話、第17話）、金子凱美（第18話）、増田悦章（第21話、第22話）、椹木儀一（第23話）
- 録音：野津裕男（第1話）、橋本省治（第2話、第3話、第10話、第11話、第14話、第15話）、堀場一朗（第3話、第6話、第9話）、東城絹児郎（第4話、第5話、第7話、第8話、第12話、第20話～第22話、第24話～第26話）、溝口正義（第6話、第9話、第18話、第19話）、中山茂二（第13話）、荒川輝彦（第16話、第17話）、草川石文（第23話）
- 美術：吉村晟（第1話、第2話、第4話、第5話、第16話、第17話）、石原昭（第3話、第12話）、園田一佳（第6話、第9話、第13話）、雨森義允（第7話、第8話）、富田治郎（第10話、第11話、第21話、第22話、第24話～第26話）、佐野義和（第14話、第15話）、山下謙爾（第18話、第19話）、竹川輝夫（第20話）、塚本隆治（第23話）
- 監督補佐：大西卓夫（第3話、第6話、第9話、第21話、第22話）、荒井美三雄（第4話、第5話、第10話、第11話）、牧口雄二（第18話、第19話）
- 助監督：萩原将司（第1話、第7話、第8話、第13話、第18話、第19話）、河村満和（第2話、第10話、第11話、第14話、第15話、第24話、第25話）、高橋正史（第3話、第21話、第22話）、厨子稔雄（第4話～第6話、第9話）、依田智臣（第12話、第16話、第17話）、斎藤一重（第20話）、尾田耕太郎（第23話）、亀岡正人（第26話）
- 記録：辻敬子（第1話、第13話、第18話、第19話、第21話、第22話）、黒川京子（第2話、第6話～第9話、第12話、第16話、第17話、第20話）、森村幸子（第3話～第5話、第10話、第11話、第14話、第15話）、野崎八重子（第23話）、石田照（第24話、第25話）、田中美佐江（第26話）
- 編集：市田勇（第1話～第6話、第9話、第14話、第15話）、矢島稔之（第7話、第8話、第12話、第16話、第17話、第20話～第22話、第24話～第26話）、玉木濬夫（第10話、第11話、第13話、第18話、第19話）、岩本光司（第23話）
- 衣裳：山崎武（第1話、第6話、第9話～第11話、第14話、第15話、第18話～第20話、第26話）、岩逧保（第2話）、豊中健（第3話、第16話、第17話）、佐々木常久（第4話、第5話）、森護（第7話、第8話、第12話、第13話）、高安彦司（第21話、第22話、第24話、第25話）、上野徳三郎（第23話）
- 美粧・結髪：東和美粧
- 装置：前川宗太郎（第1話～第12話、第14話～第17話、第20話～第22話、第24話～第26話）、近藤幸一（第13話）、吉岡茂一（第18話、第19話）、曽根美装（第23話）
- 装飾：野路昇（第1話、第4話、第5話、第24話、第25話）、渡辺源三（第2話、第6話、第9話、第14話、第15話）、宮川俊夫（第3話）、清水悦夫（第7話、第8話、第18話、第19話、第26話）、西田忠男（第10話、第11話、第13話）、柴田澄臣（第12話、第16話、第17話）、山田久司（第20話）、松原邦四郎（第21話、第22話）、小谷恒義（第23話）
- 擬斗：土井淳之祐（第1話、第2話、第6話、第9話）、谷明憲（第3話）、三好郁夫（第4話、第5話、第7話、第8話、第10話～第26話）（東映剣会）
- 特技：宍戸大全（第1話～第11話、第13話～第26話）
- 邦楽監修：中本敏生
- 演技事務：饗庭益雄（第1話、第2話、第4話～第22話、第24話～第26話）、上田義一（第3話）、小林康信（第23話）
- 進行主任：伊藤彰将（第1話、第3話、第4話、第5話、第24話、第25話）、渡辺操（第2話）、俵坂孝宏（第6話、第9話、第13話）、上田正直（第7話、第8話、第20話）、西村哲勇（第10話、第11話、第16話、第17話）、長岡功（第12話、第14話、第15話、第18話、第19話）、大岸誠（第21話、第22話、第26話）、丸本晃（第23話）
- 企画助手：今川行雄（第14話～第19話）
- 現像：東洋現像所
- 忍者衣裳デザイン：五十嵐九十九
- 協力：浅井事務所
- 監督：工藤栄一、大西卓夫、倉田準二、原田隆司、田中徳三、齋藤武市、井沢雅彦
- 制作：関西テレビ放送、東映（東映京都撮影所（第1話～第22話、第24話～第26話）、東映京都テレビプロダクション（第23話））

### ネット配信
- 2022年6月4日より、東映の公式YouTubeチャンネル「東映時代劇YouTube」で第1話、第2話が常時配信されている。また、2024年10月23日より同チャンネルにて、第3話以降が配信されている（毎週水曜日11:00頃、1話ずつ更新）。